# 科瓦東加戰役
科瓦東加戰役是718年或722年，由西哥特贵族佩拉约（Pelagius）领导的军队与倭马亚王朝军队间进行的战役，此战役发生于欧罗巴山的科瓦东加附近，最终佩拉约的军队获得胜利。此戰役一般被认为标志着阿斯圖里亞斯王國的建立，並且更長遠的來說，還確保了基督徒的據點得以在伊比利亚半岛北部存續。此戰役是基督徒重新統治全伊比利半島的開始，是自711年倭马亚征服西班牙以来，伊比利亚基督徒軍事實體的第一場指標性勝利，所以此戰役被視為收復失地運動的起點。

## 背景
根據9世紀晚期莫扎拉布人在伊比利北部留下的文件，公元718年西哥特人推選一位名叫佩拉約的男性貴族作為他們的領導人。作为阿斯图里亚斯王国的第一位君主，佩拉約是西哥特国王金达苏伊斯（Chindasuinth，642年－653年在位）的孙子，其父亲法維拉（Favila）曾經是西哥特国王艾吉卡（Egica，687年－700年在位）宫廷的顯要人士。佩拉約在阿斯圖里亞斯的坎加斯德奧尼斯建立他的根據地，並且煽動了一場對抗伍麥亞穆斯林的叛亂。
自穆斯林入侵伊比利亚半岛以来，許多來自半島南方的難民和戰士们必須要往北遷徙來躲避伊斯蘭的統治。其中的一部分選擇到位於伊比利半島西北部，人煙罕至的阿斯圖里亞斯山區避難。在那裡，佩拉約從那些土地盡失的南方人之中徵募了他的軍隊。
历史学家约瑟夫·F·奥卡莱顿（Joseph F. O'Callaghan）认为残存的西班牙-哥特贵族政治依旧在伊比利亚地区的团体中扮演了重要的角色。在西哥特人统治末期，西班牙-罗马人与西哥特人的同化以很快的速度发生，他们的贵族开始认为自己是一个民族（称“gens Gothorum”或“Hispani”）。他们之中有数量未知的人逃到阿斯图里亚斯或塞普提曼尼亚避难。那些逃至阿斯图里亚斯的贵族们支持佩拉约的起义，并形成了新的贵族阶级。这一时期阿斯图里亚斯山区的人口由当地的阿斯图尔斯人、加利西亚人、坎塔布里人、巴斯克人以及其他未被西班牙-哥特式社会同化的群体。
他的第一步是從此拒絕向穆斯林支付吉茲亞（非穆斯林須繳的稅），並且攻擊在當地駐紮的數個小型伍麥亞軍營。最後，他將一位名叫穆努扎（Munuza）的省長官驅逐出阿斯圖里亞斯。他堅守著領土，數次抵檔了穆斯林在當地試圖重建政權的企图，並在不久後建立了阿斯圖里亞斯王國，它在此后成為了基督徒抵抗穆斯林继续擴張的據點。
剛開始的幾年，這股反抗勢力對於在科尔多瓦奠基權力的穆斯林無法構成威脅，因此这段时期中穆斯林对其只有少量虛應、敷衍的行動。佩拉約並無法一直保持穆斯林遠離阿斯圖里亞斯，但穆斯林也無法完全擊敗佩拉約，並且每當摩爾人撤軍時，他總是能夠重建控制權。伊斯蘭軍隊著重於襲擊納博訥與高盧，由於人力吃緊，因此剿滅阿斯圖里亞斯的山區叛軍便顯得相對不重要。佩拉約此前沒想過要强行解決與摩爾人在阿斯圖里亞斯地區的爭端，但此时倭马亚势力在別處所遭受的战败，或许造成了科瓦東加戰役的爆發。公元721年7月9日，一支穆斯林軍隊跨越了比利牛斯山入侵法蘭克王國，在今法國境内發生的图卢兹战役中遭到擊敗。这是穆斯林軍隊在西南歐征战期间所面臨的第一場重大挫敗。
由于不愿带着全然的壞消息回到科尔多瓦，倭马亚王朝的瓦利安巴薩·伊本·蘇哈伊姆·卡尔比（Anbasa ibn Suhaym Al-Kalbi）決定在返回的途中順道鎮壓阿斯圖里亞斯的叛軍，認為能夠為他的部隊取得一場輕鬆的勝利，並提升他們下降中的士氣。

## 战役

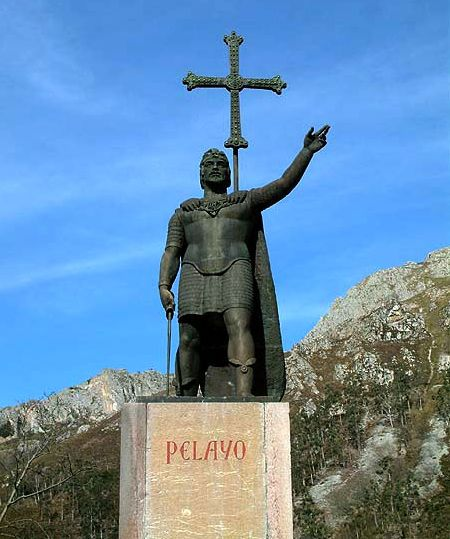
佩拉約，科瓦東加的勝利者及阿斯圖里亞斯的第一任國王。

公元722年，由倭马亚指揮官阿尔卡玛及穆努扎指揮，且根据传说，有前西哥特國王維提薩的兄弟，塞维利亚主教欧帕斯（Oppas）伴隨的穆斯林軍隊被派遣至阿斯圖里亞斯。民间传说中称，在阿尔卡玛佔領大部分的阿斯圖里亞斯後，歐帕斯試圖與當地的基督徒談判要求投降，但他的努力沒有成功。佩拉約與他的軍隊向阿斯圖里亞斯更深遠的山區撤退，最後退到一個易守難攻、無法發動大面積攻勢的群山環繞的窄谷中。此時佩拉約可能只有约三百位追隨者。
阿尔卡玛最後來到科瓦東加，並派遣一名特使來說服佩拉約投降。佩拉約拒絕后，阿尔卡玛下令他最精銳的部隊進入山谷發動攻擊。阿斯圖里亞斯人从山上的斜坡向其射箭及投掷石块，然後在戰鬥進行到最激烈之時，佩拉約親自帶領他的一些戰士冲出山谷。他們藏身於一個洞穴中，避開穆斯林的視線。在基督徒记录的此段历史中宣稱他們對穆斯林展開了一場可怕的屠殺，而倭马亚方面則描述這僅僅只是一場小衝突。阿尔卡玛本人在本戰役中陣亡，而他的士兵逃離了戰場。
在佩拉約贏得勝利後，阿斯圖里亞斯地區被征服的村落人民開始拿起武器反抗，並殺死了阿尔卡玛潰逃部隊中的数百人。穆努扎在收到前方戰敗的消息後，組織了另一支軍隊，並且收納了從科瓦東加敗退下來的生還殘軍。在之後的某一日，他在靠近今日的普羅阿薩市鎮遭遇了佩拉約與他大幅增強的軍隊。在此战役中，佩拉約再一次贏得了勝利，而穆努扎在戰場上陣亡。雖然穆斯林在他們的歷史中稱佩拉約與他的人馬為「三十個殘存的異教徒，能有何作為」，然而他們此後再也無法強烈地挑戰阿斯圖里亞斯王國的獨立性。此戰役在科瓦東加聖母神壇上得到了紀念。